# Micromyrtus helmsii
Micromyrtus helmsii är en myrtenväxtart som först beskrevs av Ferdinand von Mueller och Tate, och fick sitt nu gällande namn av John William Green. Micromyrtus helmsii ingår i släktet Micromyrtus och familjen myrtenväxter. Inga underarter finns listade i Catalogue of Life.